# Canton de Bletterans
Le canton de Bletterans est une circonscription électorale française située dans le département du Jura et la région Bourgogne-Franche-Comté.

## Histoire
À la suite du redécoupage cantonal de 2014, les limites territoriales du canton sont remaniées. Le nombre de communes du canton passe de 13 à 60.

## Représentation

### Conseillers d'arrondissement (de 1833 à 1940)
| Période                                  | Période      | Identité                 | Étiquette                    | Qualité |
| ---------------------------------------- | ------------ | ------------------------ | ---------------------------- | --- |
| 1833                                     | 1839         | M. Perraud               |                              | Propriétaire à Villevieux                                                                                   |
| 1839                                     | 1848         | Claude François Bigueure |                              | Juge de paix à Bletterans                                                                                   |
|                                          |              |                          |                              | |
| 1889                                     | 1890 (décès) | Auguste Curé (1860-1890) |                              | Industriel à Nance                                                                                          |
|                                          |              |                          |                              | |
| 1895                                     |              | M. Augier                | Républicain                  | |
|                                          |              |                          |                              | |
| 1907                                     | 1910         | Philibert Culas          | Radical                      | Instituteur à Bletterans                                                                                    |
|                                          |              |                          |                              | |
| 1919                                     | 1925         | Céleste Gautheron        | Radical                      | Cultivateur à Cosges, Président de la Mutuelle bétail                                                       |
| 1925                                     | 1931         | Émile Grebot             | Union nationale républicaine | Notaire à Bletterans                                                                                        |
| 1931                                     | 1940         | Eugène Forêt             | Radical                      | Cultivateur, maire de Larnaud                                                                               |
| 1940                                     |              |                          |                              | Les conseils d'arrondissement ont été suspendus par la loi du 12 octobre 1940 et n'ont jamais été réactivés |
| Les données manquantes sont à compléter. |              |                          |                              | |

### Conseillers généraux de 1833 à 2015
| Période | Période                   | Identité                                     | Étiquette    | Qualité |
| ------- | ------------------------- | -------------------------------------------- | ------------ | --- |
| 1833    | 1839                      | François Xavier Humbert                      |              | Maire d'Arlay |
| 1839    | 1848                      | Louis Joseph Cordier                         | Gauche       | Ancien directeur des Ponts et Chaussées Député du Jura puis de l'Ain (1827-1849)                                                        |
| 1848    | 1852                      | François Vaudrit (1793-1863)                 | Républicain  | Notaire à Arlay |
| 1852    | 1867                      | Claude-François Bigueurre                    |              | Juge de paix à Bletterans |
| 1867    | 1871                      | Alphonse Bachod                              |              | Président du Tribunal civil de Lons-le-Saunier                                                                                          |
| 1871    | 1898                      | Jules Vaudrit (1824-1902, fils de F.Vaudrit) | Républicain  | Notaire, maire d'Arlay |
| 1898    | 1910                      | François Chevrot (Docteur Chevrot)           | Républicain  | Médecin et spéléologue Docteur en médecine à Bletterans, maire de Bletterans                                                            |
| 1910    | 1942 (démission d'office) | Philibert Culas (1868-1945)                  | Rad.         | Instituteur en retraite, maire de Bletterans (1922-1935 et 1939-1942), conseiller d'arrondissement Révoqué par le Gouvernement de Vichy |
|         |                           |                                              |              | |
| 1943    | 1945                      | Eugène Forêt (1866-1959)                     | Radical      | Cultivateur Conseiller d'arrondissement, maire de Larnaud Nommé conseiller départemental en 1943                                        |
|         |                           |                                              |              | |
| 1945    | 1964                      | Armand Thibert (1893-1976)                   | Rad.-RGR     | Cultivateur et meunier à Cosges |
| 1964    | 1982                      | Henry Ducret                                 | CDP puis UDF | Notaire, maire de Chapelle-Voland (1959-1977)                                                                                           |
| 1982    | 1994                      | Jean Perraudin (1926-2016)                   | UDF          | Vétérinaire, maire de Bletterans (1971-2001)                                                                                            |
| 1994    | 2015                      | Jean Raquin                                  | DVD          | Cultivateur à Iguerande (Saône-et-Loire), puis responsable à la Chambre d'Agriculture du Jura Président du Conseil général (2008-2011)  |

### Conseillers départementaux à partir de 2015
| Période élective | Période élective | Mandat | Mandat   | Identité           | Nuance | Nuance | Qualité                                                                                             |
| ---------------- | ---------------- | ------ | -------- | ------------------ | ------ | ------ | --------------------------------------------------------------------------------------------------- |
| 2015             | 2021             | 2015   | 2021     | Philippe Antoine   |        | LREM   | Ingénieur, maire de Larnaud (2014-2020)                                                             |
| 2015             | 2021             | 2015   | 2021     | Danielle Brulebois |        | LREM   | Enseignante retraitée Députée LREM depuis 2017 Ancienne conseillère générale du Canton de Chaumergy |
| 2021             | 2028             | 2021   | en cours | Philippe Antoine   |        | LREM   | Conseiller sortant                                                                                  |
| 2021             | 2028             | 2021   | en cours | Danielle Brulebois |        | LREM   | Conseillère sortante, ancienne conseillère municipale de Chaumergy                                  |

### Résultats détaillés

#### Élections de mars 2015
À l'issue du 1er tour des élections départementales de 2015, trois binômes sont en ballottage : Philippe Antoine et Danielle Brulebois (PS, 38,63 %), Linda Garde-Marceau et Stéphane Lamberger (Union de la Droite, 33,22 %) et Nathalie Dailly et Michel Seuret (FN, 28,16 %). Le taux de participation est de 60,1 % (7 846 votants sur 13 054 inscrits) contre 56,35 % au niveau départemental et 50,17 % au niveau national.
Au second tour, Philippe Antoine et Danielle Brulebois (PS) sont élus avec 40,66 % des suffrages exprimés et un taux de participation de 61,47 % (3 114 voix pour 8 023 votants et 13 051 inscrits).
Danielle Brulebois a quitté le PS et est membre de LREM. Philippe Antoine est également membre de LREM.

#### Élections de juin 2021
Le premier tour des élections départementales de 2021 est marqué par un très faible taux de participation (33,26 % au niveau national). Dans le canton de Bletterans, ce taux de participation est de 37,23 % (5 023 votants sur 13 493 inscrits) contre 35,65 % au niveau départemental. À l'issue de ce premier tour, deux binômes sont en ballottage : Philippe Antoine et Danielle Brulebois (REM, 61,17 %) et Josiane Hoellard et Michel Seuret (RN, 23,71 %).
Le second tour des élections est marqué une nouvelle fois par une abstention massive équivalente au premier tour. Les taux de participation sont de 34,36 % au niveau national, 37,47 % dans le département et 37,33 % dans le canton de Bletterans. Philippe Antoine et Danielle Brulebois (REM) sont élus avec 74 % des suffrages exprimés (3 390 voix pour 5 038 votants et 13 496 inscrits),,.

## Composition

### Composition avant 2015

Situation du canton de Bletterans dans le département du Jura avant 2015.

| Nom                    | Code Insee | Codepostal | Superficie (km2) | Population (dernière pop. légale) | Densité (hab./km2) |
| ---------------------- | ---------- | ---------- | ---------------- | --------------------------------- | ------------------ |
| Bletterans (chef-lieu) | 39056      | 39140      | 7,97             | 1 418 (2012)                      | 178                |
| Arlay                  | 39017      | 39140      | 14,11            | 746 (2012)                        | 53                 |
| Chapelle-Voland        | 39104      | 39140      | 30,50            | 623 (2012)                        | 20                 |
| Cosges                 | 39167      | 39140      | 13,49            | 344 (2012)                        | 26                 |
| Desnes                 | 39194      | 39140      | 9,06             | 475 (2012)                        | 52                 |
| Fontainebrux           | 39229      | 39140      | 6,75             | 187 (2012)                        | 28                 |
| Larnaud                | 39279      | 39140      | 10,67            | 544 (2012)                        | 51                 |
| Nance                  | 39379      | 39140      | 7,34             | 497 (2012)                        | 68                 |
| Quintigny              | 39447      | 39570      | 3,65             | 215 (2012)                        | 59                 |
| Relans                 | 39456      | 39140      | 4,74             | 346 (2012)                        | 73                 |
| Les Repôts             | 39457      | 39140      | 4,02             | 47 (2012)                         | 12                 |
| Ruffey-sur-Seille      | 39471      | 39140      | 18,01            | 735 (2012)                        | 41                 |
| Villevieux             | 39574      | 39140      | 9,87             | 725 (2012)                        | 73                 |

### Composition à partir de 2015
Le canton de Bletterans comprenait 60 communes à sa création.
À la suite du décret du 5 mars 2020, la commune de Domblans est entièrement rattachée au canton de Poligny et la commune d'Arlay au canton de Bletterans. Le nombre de communes du canton passe à 58.
| Nom                                | Code Insee | Intercommunalité                          | Superficie (km2) | Population (dernière pop. légale) | Densité (hab./km2) | Modifier                                    |
| ---------------------------------- | ---------- | ----------------------------------------- | ---------------- | --------------------------------- | ------------------ | ------------------------------------------- |
| Bletterans (bureau centralisateur) | 39056      | CC Bresse Haute Seille                    | 7,97             | 1 530 (2022)                      | 192                | modifier les données · modifier les données |
| Abergement-le-Petit                | 39003      | CC Arbois, Poligny, Salins – Cœur du Jura | 1,52             | 48 (2022)                         | 32                 | modifier les données · modifier les données |
| Arlay                              | 39017      | CC Bresse Haute Seille                    | 20,19            | 1 184 (2022)                      | 59                 | modifier les données · modifier les données |
| Aumont                             | 39028      | CC Arbois, Poligny, Salins – Cœur du Jura | 7,97             | 449 (2022)                        | 56                 | modifier les données · modifier les données |
| Barretaine                         | 39040      | CC Arbois, Poligny, Salins – Cœur du Jura | 9,23             | 192 (2022)                        | 21                 | modifier les données · modifier les données |
| Bersaillin                         | 39049      | CC Arbois, Poligny, Salins – Cœur du Jura | 13,90            | 401 (2022)                        | 29                 | modifier les données · modifier les données |
| Biefmorin                          | 39054      | CC Arbois, Poligny, Salins – Cœur du Jura | 11,25            | 91 (2022)                         | 8,1                | modifier les données · modifier les données |
| Bois-de-Gand                       | 39060      | CC Bresse Haute Seille                    | 3,25             | 60 (2022)                         | 18                 | modifier les données · modifier les données |
| Brainans                           | 39073      | CC Arbois, Poligny, Salins – Cœur du Jura | 7,07             | 191 (2022)                        | 27                 | modifier les données · modifier les données |
| Champrougier                       | 39100      | CC Bresse Haute Seille                    | 8,73             | 98 (2022)                         | 11                 | modifier les données · modifier les données |
| Chapelle-Voland                    | 39104      | CC Bresse Haute Seille                    | 30,50            | 626 (2022)                        | 21                 | modifier les données · modifier les données |
| La Charme                          | 39110      | CC Bresse Haute Seille                    | 3,71             | 65 (2022)                         | 18                 | modifier les données · modifier les données |
| La Chassagne                       | 39112      | CC Bresse Haute Seille                    | 5,67             | 103 (2022)                        | 18                 | modifier les données · modifier les données |
| Le Chateley                        | 39119      | CC Arbois, Poligny, Salins – Cœur du Jura | 4,67             | 85 (2022)                         | 18                 | modifier les données · modifier les données |
| Chaumergy                          | 39124      | CC Bresse Haute Seille                    | 6,14             | 505 (2022)                        | 82                 | modifier les données · modifier les données |
| La Chaux-en-Bresse                 | 39132      | CC Bresse Haute Seille                    | 2,05             | 32 (2022)                         | 16                 | modifier les données · modifier les données |
| Chemenot                           | 39136      | CC Bresse Haute Seille                    | 4,74             | 33 (2022)                         | 7,0                | modifier les données · modifier les données |
| Chêne-Sec                          | 39140      | CC Bresse Haute Seille                    | 0,76             | 39 (2022)                         | 51                 | modifier les données · modifier les données |
| Colonne                            | 39159      | CC Arbois, Poligny, Salins – Cœur du Jura | 11,13            | 258 (2022)                        | 23                 | modifier les données · modifier les données |
| Commenailles                       | 39160      | CC Bresse Haute Seille                    | 21,52            | 900 (2022)                        | 42                 | modifier les données · modifier les données |
| Cosges                             | 39167      | CC Bresse Haute Seille                    | 13,49            | 356 (2022)                        | 26                 | modifier les données · modifier les données |
| Darbonnay                          | 39191      | CC Arbois, Poligny, Salins – Cœur du Jura | 4,39             | 81 (2022)                         | 18                 | modifier les données · modifier les données |
| Desnes                             | 39194      | CC Bresse Haute Seille                    | 9,06             | 490 (2022)                        | 54                 | modifier les données · modifier les données |
| Les Deux-Fays                      | 39196      | CC Bresse Haute Seille                    | 6,77             | 121 (2022)                        | 18                 | modifier les données · modifier les données |
| Fontainebrux                       | 39229      | CC Bresse Haute Seille                    | 6,75             | 206 (2022)                        | 31                 | modifier les données · modifier les données |
| Foulenay                           | 39234      | CC Bresse Haute Seille                    | 4,16             | 83 (2022)                         | 20                 | modifier les données · modifier les données |
| Francheville                       | 39236      | CC Bresse Haute Seille                    | 1,46             | 40 (2022)                         | 27                 | modifier les données · modifier les données |
| Grozon                             | 39263      | CC Arbois, Poligny, Salins – Cœur du Jura | 14,25            | 384 (2022)                        | 27                 | modifier les données · modifier les données |
| Larnaud                            | 39279      | CC Bresse Haute Seille                    | 10,67            | 619 (2022)                        | 58                 | modifier les données · modifier les données |
| Lombard                            | 39296      | CC Bresse Haute Seille                    | 5,41             | 211 (2022)                        | 39                 | modifier les données · modifier les données |
| Mantry                             | 39310      | CC Bresse Haute Seille                    | 10,83            | 472 (2022)                        | 44                 | modifier les données · modifier les données |
| Miéry                              | 39330      | CC Arbois, Poligny, Salins – Cœur du Jura | 7,67             | 139 (2022)                        | 18                 | modifier les données · modifier les données |
| Monay                              | 39342      | CC Arbois, Poligny, Salins – Cœur du Jura | 2,50             | 124 (2022)                        | 50                 | modifier les données · modifier les données |
| Montholier                         | 39354      | CC Arbois, Poligny, Salins – Cœur du Jura | 7,99             | 369 (2022)                        | 46                 | modifier les données · modifier les données |
| Nance                              | 39379      | CC Bresse Haute Seille                    | 7,34             | 538 (2022)                        | 73                 | modifier les données · modifier les données |
| Neuvilley                          | 39386      | CC Arbois, Poligny, Salins – Cœur du Jura | 4,07             | 90 (2022)                         | 22                 | modifier les données · modifier les données |
| Oussières                          | 39401      | CC Arbois, Poligny, Salins – Cœur du Jura | 7,54             | 237 (2022)                        | 31                 | modifier les données · modifier les données |
| Passenans                          | 39407      | CC Bresse Haute Seille                    | 4,94             | 336 (2022)                        | 68                 | modifier les données · modifier les données |
| Plasne                             | 39426      | CC Arbois, Poligny, Salins – Cœur du Jura | 7,76             | 201 (2022)                        | 26                 | modifier les données · modifier les données |
| Quintigny                          | 39447      | CC Bresse Haute Seille                    | 3,65             | 297 (2022)                        | 81                 | modifier les données · modifier les données |
| Recanoz                            | 39454      | CC Bresse Haute Seille                    | 3,01             | 94 (2022)                         | 31                 | modifier les données · modifier les données |
| Relans                             | 39456      | CC Bresse Haute Seille                    | 4,74             | 348 (2022)                        | 73                 | modifier les données · modifier les données |
| Les Repôts                         | 39457      | CC Bresse Haute Seille                    | 4,02             | 55 (2022)                         | 14                 | modifier les données · modifier les données |
| Ruffey-sur-Seille                  | 39471      | CC Bresse Haute Seille                    | 18,01            | 751 (2022)                        | 42                 | modifier les données · modifier les données |
| Rye                                | 39472      | CC Bresse Haute Seille                    | 11,84            | 218 (2022)                        | 18                 | modifier les données · modifier les données |
| Saint-Lamain                       | 39486      | CC Bresse Haute Seille                    | 4,16             | 120 (2022)                        | 29                 | modifier les données · modifier les données |
| Saint-Lothain                      | 39489      | CC Arbois, Poligny, Salins – Cœur du Jura | 12,33            | 461 (2022)                        | 37                 | modifier les données · modifier les données |
| Sellières                          | 39508      | CC Bresse Haute Seille                    | 9,90             | 728 (2022)                        | 74                 | modifier les données · modifier les données |
| Sergenaux                          | 39511      | CC Bresse Haute Seille                    | 3,24             | 64 (2022)                         | 20                 | modifier les données · modifier les données |
| Sergenon                           | 39512      | CC Bresse Haute Seille                    | 3,88             | 57 (2022)                         | 15                 | modifier les données · modifier les données |
| Toulouse-le-Château                | 39533      | CC Bresse Haute Seille                    | 4,16             | 209 (2022)                        | 50                 | modifier les données · modifier les données |
| Tourmont                           | 39535      | CC Arbois, Poligny, Salins – Cœur du Jura | 9,73             | 445 (2022)                        | 46                 | modifier les données · modifier les données |
| Vers-sous-Sellières                | 39555      | CC Bresse Haute Seille                    | 8,48             | 233 (2022)                        | 27                 | modifier les données · modifier les données |
| Villers-les-Bois                   | 39570      | CC Arbois, Poligny, Salins – Cœur du Jura | 10,50            | 225 (2022)                        | 21                 | modifier les données · modifier les données |
| Villerserine                       | 39568      | CC Arbois, Poligny, Salins – Cœur du Jura | 2,85             | 34 (2022)                         | 12                 | modifier les données · modifier les données |
| Villevieux                         | 39574      | CC Bresse Haute Seille                    | 9,87             | 707 (2022)                        | 72                 | modifier les données · modifier les données |
| Le Villey                          | 39575      | CC Bresse Haute Seille                    | 3,57             | 92 (2022)                         | 26                 | modifier les données · modifier les données |
| Vincent-Froideville                | 39577      | CC Bresse Haute Seille                    | 11,69            | 388 (2022)                        | 33                 | modifier les données · modifier les données |
| Canton de Bletterans               | 3903       |                                           | 458,65           | 17 513 (2022)                     | 38                 | modifier les données                        |

## Démographie

### Démographie avant 2015
| 1962  | 1968  | 1975  | 1982  | 1990  | 1999  | 2006  | 2011  | 2012  |
| ----- | ----- | ----- | ----- | ----- | ----- | ----- | ----- | ----- |
| 5 378 | 5 083 | 5 089 | 5 510 | 5 969 | 6 306 | 6 633 | 6 869 | 6 902 |

### Démographie depuis 2015
En 2022, le canton comptait 17 513 habitants, en évolution de +2,1 % par rapport à 2016 (Jura : −0,81 %, France hors Mayotte : +2,11 %).
| 2013   | 2018   | 2022   |
| ------ | ------ | ------ |
| 16 902 | 17 259 | 17 513 |